# Hongheïta
La hongheïta és un mineral de la classe dels silicats que pertany al grup de la vesuvianita.

## Característiques
La hongheïta és un sorosilicat de fórmula química Ca19Fe2+Al₄(Fe3+,Mg)₈(◻₄)B[Si₂O₇]₄[(SiO₄)10]O(OH,O)9. Va ser aprovada com a espècie vàlida per l'Associació Mineralògica Internacional l'any 2017. Cristal·litza en el sistema tetragonal.
L'exemplar que va servir per a determinar l'espècie, el que es coneix com a material tipus, es troba conservat a les col·leccions mineralògiques del Museu Geològic de la Xina, a Beijing, amb el número de catàleg: m13579.

## Formació i jaciments
Va ser descoberta al granit de Bai Shanchong, a la localitat de Gejiu (Yunnan, República Popular de la Xina), tractant-se de l'únic indret de tot el planeta on ha estat descrita aquesta espècie mineral.